# Henrik Horn (Diplomat)
Henrik Karlsson Horn (* 1578; † 20. Mai 1618 in Stockholm) war ein führender schwedischer Diplomat.

## Leben
Henrik Horn war Sohn des schwedischen Reichsrats Carl Henriksson Horn af Kanckas (um 1550–1601) und dessen Frau Agneta, geborene von Dellwig († 1611). Seine Brüder waren die späteren Feldmarschälle Gustaf Karlsson Horn und Evert Karlsson Horn sowie der Generalgouverneur von Schwedisch-Pommern Klas Karlsson Horn.
Nach seinen Studien, zu denen zeit- und ranggemäß eine Auslandsreise gehörte, wurde Henrik Horn 1602 Kammerjunker bei Herzog Karl, dem späteren König Karl IX. Drei Jahre später wurde er Erzieher von dessen beiden Söhnen Gustav Adolf und Carl Philip. Nach erfolgreichen diplomatischen Missionen 1607 in die Niederlande und 1610 in Dänemark wurde Henrik Horn 1611 zum Reichsrat ernannt.
Ein Jahr später wurde er Hofmarschall und 1612/13 Gesandter bei den Friedensverhandlungen mit Dänemark in Ulfsbäck und Knäred. An den Verhandlungen zum Frieden von Stolbowo 1616/17 nahm er in leitender Funktion teil. 1618 wurde er Lagman in Norrland und anschließend in Südfinnland, verstarb aber im selben Jahr.
1602 heiratete er im Schloss von Nyköping Anna Jönsdotter Sneckenborg. Das Paar hatte mindestens zwei Kinder: Henrik Henriksson Horn und Helena Horn.